# Hermann Kürz

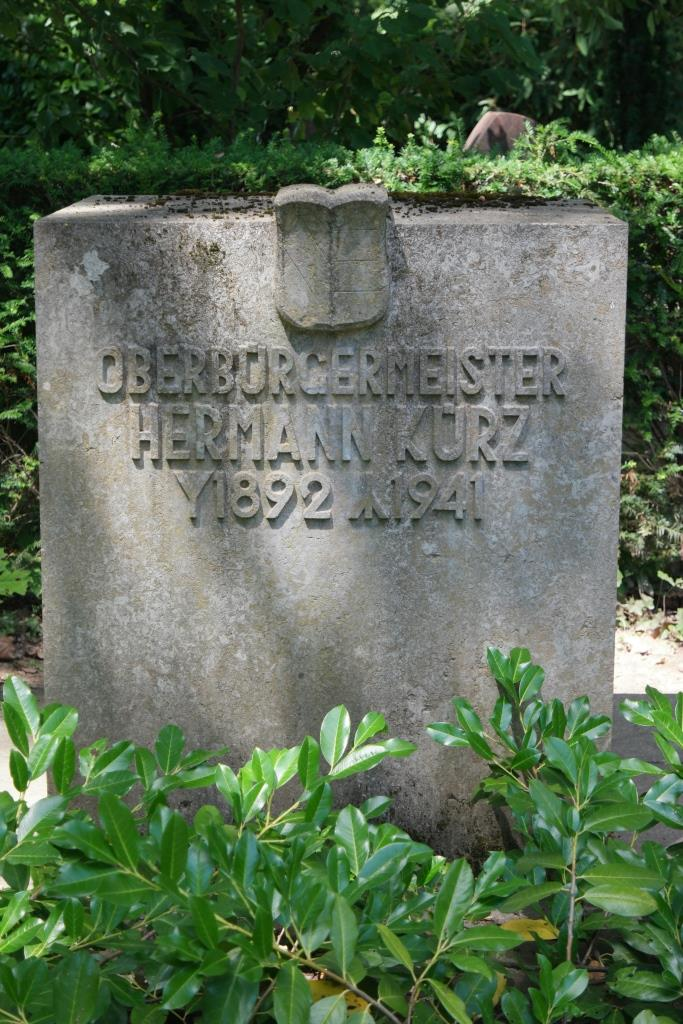
Grab von Hermann Kürz mit Elhaz-Runen auf dem Pforzheimer Hauptfriedhof

Hermann Kürz (* 28. Juni 1892 in Karlsruhe; † 3. März 1941 in Pforzheim) war ein deutscher Ingenieur und Oberbürgermeister der Stadt Pforzheim.
Kürz studierte Elektrotechnik an der Universität Karlsruhe. Während seines Studiums wurde er 1912 Mitglied der Burschenschaft Germania Karlsruhe (heute Teutonia). Zwischen August 1914 und August 1918 war er Kriegsfreiwilliger.
1920 wurde Kürz zum Leiter der Gewerbeschule Karlsruhe. Ab März 1921 arbeitete er als wissenschaftlicher Hilfsarbeiter an der Abteilung für Wasserkraft und Elektrizität bei der Badischen Direktion für Wasser- und Straßenbau in Karlsruhe. Ab 1925 arbeitete er als selbständiger Sachberater der Direktion. Januar 1928 wurde er Stadtbaudirektor und Vorsitzender der Elektrizitätswerke, die auch die Straßenbahn Pforzheim und die Pforzheimer Kleinbahn versorgten. 
Kürz trat zum 1. Mai 1933 der NSDAP (Mitgliedsnummer 2.548.415) und im selben Jahr der SA bei. Er war vom 19. Juni 1933 bis zu seinem Tod Oberbürgermeister von Pforzheim. Er wurde auf dem Pforzheimer Hauptfriedhof bestattet.

## Verweise
- Stadt-Wiki Pforzheim-Enz zum Thema „Hermann Kürz“
- Eintrag Kürz, Hermann (Identifikations-Nr. 318704) in der Personendatenbank der Landesbibliographie Baden-Württemberg online